# Tally Hall (doelman)
Talmon Henry "Tally" Hall (SeaTac, Washington, 12 mei 1985) is een Amerikaans betaald voetballer. In 2015 verruilde hij Houston Dynamo voor Orlando City SC.

## Clubcarrière
Hall werd in de 2007 MLS SuperDraft gekozen door Los Angeles Galaxy. Hall liet die mogelijkheid echter voorbij gaan om bij het Deense Esbjerg te tekenen. 2 Jaar spendeerde hij in Denemarken zonder speelminuten in het 1e. Begin 2009 kwam hij terug naar de Verenigde Staten en tekende hij een contract bij Houston Dynamo. Hij maakte daar z'n debuut op 1 juli 2009 in een U.S. Open Cup wedstrijd tegen Austin Aztex. Zijn goede spel leverde hem in de loop der jaren een basisplaats bij de Dynamo op. Hij was ook deel van de MLS All-Star selectie uit 2011 die het opnamen tegen Manchester United. Op 28 oktober 2014 tekende hij bij Orlando City, dat in 2015 haar eerste wedstrijd in de Major League Soccer zal spelen. Door een blessure maakt hij zijn debuut pas op 16 mei 2015.

## Interlandcarrière
Hall is meerdere keren lid geweest van diverse trainingskampen van de VS maar moet zijn debuut nog maken.